# OpenDNS
OpenDNS — інтернет-служба, що надає загальнодоступні DNS-сервери. Має платний і безкоштовний режим, може виправляти помилки в адресах, що набираються, фільтрувати фішингові сайти, у разі набору неправильних запитів може пропонувати сторінку з пошуком і рекламою. Відключення сторінки з пошуком і рекламою — виключно платне.

## Історія
В липні 2006 OpenDNS була запущена вченим і підприємцем Девідом Улевичем. Проект отримав фінансування венчурним капіталом від фірми Minor Ventures.
10 липня 2006 року про службу написали інтернет-видання Digg, Slashdot і Wired News, що призвело до збільшення кількості DNS-запитів з мільйона (9 липня) до 30 мільйонів (11 липня).
2 жовтня 2006 року OpenDNS запустив PhishTank, онлайн анти-фішингову базу даних.
До 2007 року OpenDNS використовував DNS Update API від DynDNS для обробки оновлень від користувачів з динамічними IP.
11 липня 2007 року OpenDNS відкрила розширення, що дозволяє за бажанням блокувати «дорослий» вміст своїм користувачам.
У серпні 2008 року OpenDNS надав географічно розподілені сервера в Сіетлі, Пало Альто, Нью-Йорку, Вашингтоні, Лондоні і Чикаго.
5 листопада 2008 року Нанд Мулчандани, начальник підрозділу по розробці засобів безпеки компанії VMware, покинув VMware і приєднався до OpenDNS як новий генеральний директор, замінивши засновника Девіда Улевича, який буде залишатися в компанії головним технічним директором.
30 червня 2015 року компанія Cisco Systems оголосила про придбання OpenDNS.

## Сервери
OpenDNS надає наступні адреси серверів для громадського використання, для альтернативної маршрутизації:
- 208.67.222.222 (resolver1.opendns.com)
- 208.67.220.220 (resolver2.opendns.com)
- 208.67.222.220 (resolver3.opendns.com)
- 208.67.220.222 (resolver4.opendns.com)

Також є IPv6-сервери:
- 2620:0:ccc::2
- 2620:0:ccd::2

## Послуги
OpenDNS пропонує DNS-рішення для користувачів і підприємств, як альтернативу використання DNS-сервера, пропонованого їх провайдером. Розміщення серверів компанії в стратегічно важливих районах та використання великого кешу доменних імен призводить до того, що OpenDNS, як правило, виконує запити набагато швидше, тим самим збільшуючи швидкість відкривання сторінок. Результати DNS-запитів деякий час зберігаються в операційній системі та/або в додатках, тож ця швидкість може бути помітна не при кожному запиті, а лише при запитах, яких немає у кеші.
Інші можливості включають в себе антифішинговий фільтр, блокування доменів і орфографічні виправлення (наприклад, wikipedia.og виправляється на wikipedia.org). Збираючи список шкідливих сайтів, OpenDNS забороняє доступ до цих сайтів, коли користувач намагається отримати доступ до них через цю службу. OpenDNS в жовтні 2006 запустила службу Phishtank, за допомогою якої користувачі всього світу можуть подивитися список фішингових сайтів та додати нові.
OpenDNS не є проектом з відкритим вихідним кодом (як може здатися з назви).
OpenDNS отримує частину своїх доходів, дозволяючи доменне ім'я на OpenDNS сервері, коли це ім'я не визначено в DNS. Це відбувається, коли користувач вводить недійсну URL-адресу в браузер і бачить сторінку пошуку OpenDNS. Рекламодавці платять OpenDNS за право розміщувати свою рекламу на цій сторінці.
22 квітня 2007 року з'явилася служба «Ярлики», яка дозволяє користувачам робити користувальницькі DNS-відображення, наприклад, відображення «пошта» — на «mail.yahoo.com».
13 травня 2007 року OpenDNS запустила нову послугу блокування доменів, яка надає можливість блокувати або фільтрувати вебсайти, ґрунтуючись на категоріях. Послуга надається для корпоративного, освітнього і батьківського контролю над типами сайтів, які вважають доцільними власники мереж. 9 серпня 2007 року додана можливість перевизначати фільтр, використовуючи індивідуальне управління «чорними» і «білими» списками. 20 лютого 2008 року, прагнучи зробити їх список заблокованих доменів сучасним, з доданням нових сайтів, OpenDNS змінила тип списку заблокованих доменів з закритого на список, що керується спільнотою, де кожен користувач може запропонувати сайт для блокування домену. Поріг голосів, необхідний для внесення сайту в список, не розголошується. Більше 50 категорій зараз існують для категоризації вебсайтів, таким чином надається відмінний контроль над веббраузером.
3 грудня 2007 року OpenDNS почала пропонувати DNS-O-Matic — безкоштовну послугу, що дозволяє забезпечити відправку оновлень динамічних DNS.

## Критика

### Питання безпеки і приховані редиректи
OpenDNS має безкоштовний варіант служби. Якщо домен не знайдено, служба перенаправляє користувача на сторінку пошуку з рекламою і результатами пошуку, що надаються Yahoo. DNS-користувач може відключити це з контрольної панелі DNS. Така «поведінка» схожа на дії багатьох великих провайдерів, які переадресують неправильні адреси на сервери з рекламою; різниця в тому, що в OpenDNS це можна відключити, за наявності статичної реальної IP-адреси.
Користувачі, у яких налаштований пошук в Google, через адресний рядок браузера, іноді приховано пересилаються на сервер, що належить OpenDNS.

## Подібні служби
- No-IP
- UltraDNS
- ZoneEdit
- Antip UA
- SkyDNS
- Google Public DNS — експериментальна служба.
- PhishTank — служба, спрямована на боротьбу з фішингом (відгалуження від OpenDNS).
- Нортон DNS